# Martin Heidegger et Aristote

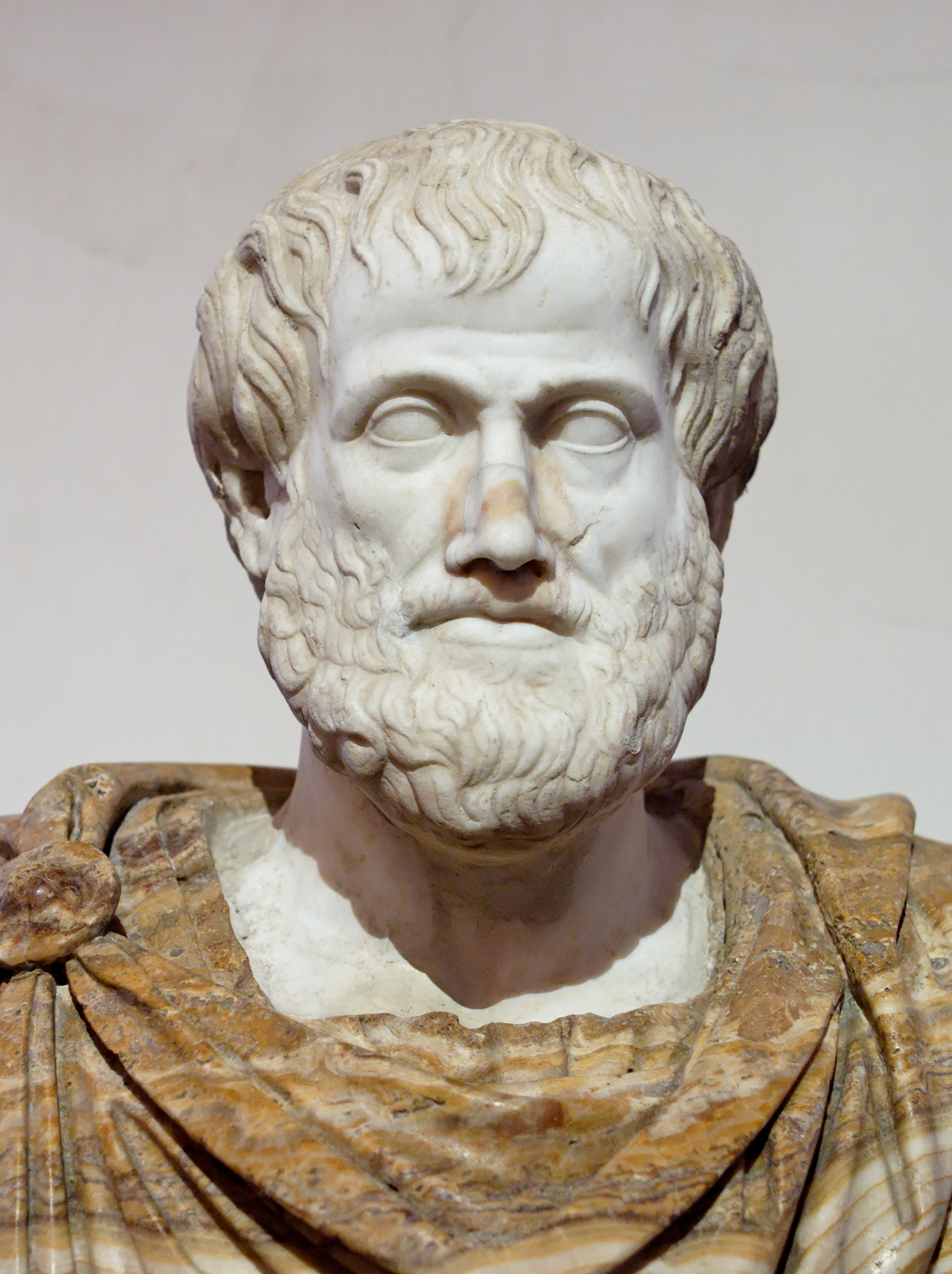
Buste d'Aristote (copie romaine d'un original grec en bronze de Lysippe).

Pour Hans-Georg Gadamer, qui fut un témoin privilégié, seuls ceux qui étaient présents à Marbourg en salles de cour, dans les années 1920, ont pu mesurer le poids de la présence réelle d'Aristote dans la pensée du jeune professeur, mais d'un Aristote, nouveau, libéré de toutes les interprétations traditionnelles.« Ce qui distinguait cette première interprétation d'Aristote, c'était surtout le fait qu'elle se défaisait des couches de lecture scolastiques et déformantes ». Motivé, à cette époque, selon Gadamer, par le désir d'obtenir une meilleure compréhension du message chrétien, Heidegger se serait engagé  dans une véritable « réinterprétation d'Aristote », délivrée du dogmatisme scolastique et appuyée essentiellement sur l'Éthique à Nicomaque pour conforter sa propre vision de l'essence de l'homme.
Au contact direct de son œuvre, Heidegger redécouvre la problématique du « sens de l'être », dans la continuité de ses premières interrogations issues de sa lecture de jeunesse de 1907 du commentaire de Franz Brentano, intitulé De la signification multiple de l'étant chez Aristote de 1862, qui avait éveillé son intérêt. À cette occasion, il découvre aussi dans les autres œuvres aristotéliciennes la problématique de l'âme et du comportement humain à travers le Traité de l'âme  et l'Éthique à Nicomaque qui vont lui permettre d'étayer sa propre conception et déboucher sur le concept de  Dasein . Dans les années 1920, il consacre quelques cours à l'interprétation phénoménologique des textes d'Aristote, qui font l'objet d'un petit ouvrage, longtemps connu sous le nom de Rapport Natorp. Des cours, qui toujours selon le témoignage de Gadamer, alors étudiant à Marbourg, faisaient véritablement revivre Aristote,  Aristoteles redivivus.« L'objectif, était de redonner la parole, à nouveaux frais et en fonction de la compréhension de la vie actuelle, à l'« anthropologie d'Aristote » à partir de la vie facticiellement vécue, par le penseur grec, telle qu'on peut l'extraire de l'Éthique et de la Rhétorique »,.
Dans une seconde étape, il ne s'agira plus de prouver, à travers les concepts aristotéliciens, comment le  Dasein est le mode de découvrement privilégié de l'étant mais de s'orienter à travers les recherches menées par Aristote, sur l'essence du « mouvement », la dunamis  vers une pensée de la phusis , φύσις en tant que celle-ci est déterminée par le mouvement, le changement ou la « venue en présence ».

## La «Déconstruction» d'Aristote
La « Déconstruction », transposition « derridienne » du terme allemand Destruktion  vise à déconstruire, défaire la tradition pour revenir aux expériences originaires afin de les ressaisir en répétant (reposer, recommencer le cheminement) la question du « sens de l'être » dans le but d'en révéler les possibilités laissées de côté par cette tradition, autrement dit de reconnaître les possibilités d'une ancienne pensée laissées de côté. Le premier personnage auquel Heidegger va appliquer cette méthode se trouve être Aristote, comme le relève Hans-Georg Gadamer. « Il ne faut pas s'attendre cependant à une déconstruction grandiose du système aritotélicien, mais plutôt, à un libre cheminement à travers certains passages retenus pour leur intérêt phénoménologique » précise Pierre Destrée.
Dans sa volonté d'installer une véritable problématique de l'existence (vie facticielle) dont il avait puisé les premiers éléments dans ses recherches sur le proto-christianismre (voir article Phénoménologie de la vie religieuse) , Heidegger critique l'interprétation et la conceptualité grecque issus d'Aristote, en tant que portée par la tradition et en tant que réinterprétée par les théologiens scolastiques (Thomas d'Aquin, Bonaventure), qui ont pendant deux millénaires dominé la pensée chrétienne. Selon Christian Sommer, c'est cette interprétation chrétienne et scolastique que Heidegger va chercher à transcender pour revenir à une véritable interprétation concrète de la philosophie du Stagirite, beaucoup plus phénoménologique et attentive à la vie que ne l'expose la tradition. Pierre Destrée montre combien la lecture d'Aristote par Heidegger fut déterminante dans l'interprétation renouvelée du Stagirite pour toute une génération de chercheurs.
La démarche de Heidegger consiste « à mettre à nu les concepts originaux (au lieu même où ils ont pris naissance)  pour voir ce qu'ils ont d'étrange quand précisément ce ne sont pas encore des concepts » écrit Philippe Arjakovsky.

### La motivation de Heidegger
La motivation chrétienne est soulevée dans la préface que Gadamer consacre aux Interprétations phénoménologiques d'Aristote de 1922, préface intitulée significativement Un écrit théologique de jeunesse, et consacrée à leur présentation, l'ensemble étant traduit par Jean-François Courtine. L'interprète note par ailleurs « qu'il ne s'agissait pas de revenir à Aristote considéré comme un objet historique important, mais plutôt de développer une problématique radicale, sous la pression qu'induisent le problème et le concept de la vie tels qu'ils dominaient la philosophie en Allemagne à cette époque ».
Hans-Georg Gadamer discerne enfin deux motivations à la démarche heideggérienne -1) une critique portée à la conception aristotélicienne de l'« être » notamment sa vision du divin -2)« une motivation qui trouvait surtout un écho dans la théologie protestante qui était l'appel à l'authenticité de l'existence qu'il s'agissait de retrouver dans la facticité de l'être-là chez Aristote ». Heidegger ambitionne « de redonner la parole.. à l'anthropologie d'Aristote telle que l'on peut la trouver principalement dans l' Ethique et la Rhétorique ».
Jean-Claude Gens notera à ce propos l'importance de Martin Luther dans la redécouverte d'Aristote. En outre, avec l'appui de l'héritage aristotélicien le jeune professeur de Marbourg, va pouvoir innover en interprétant systématiquement les phénomènes fondamentaux de la vie facticielle (les manières de se comporter du Dasein), qui avaient été dégagés antérieurement, pour les porter, eux aussi, au niveau d'une détermination catégoriale, qui seront à la base des futurs « existentiaux », ou « catégories de l'existence », de Être et Temps.

### La «Destruction» de l'ontologie d'Aristote

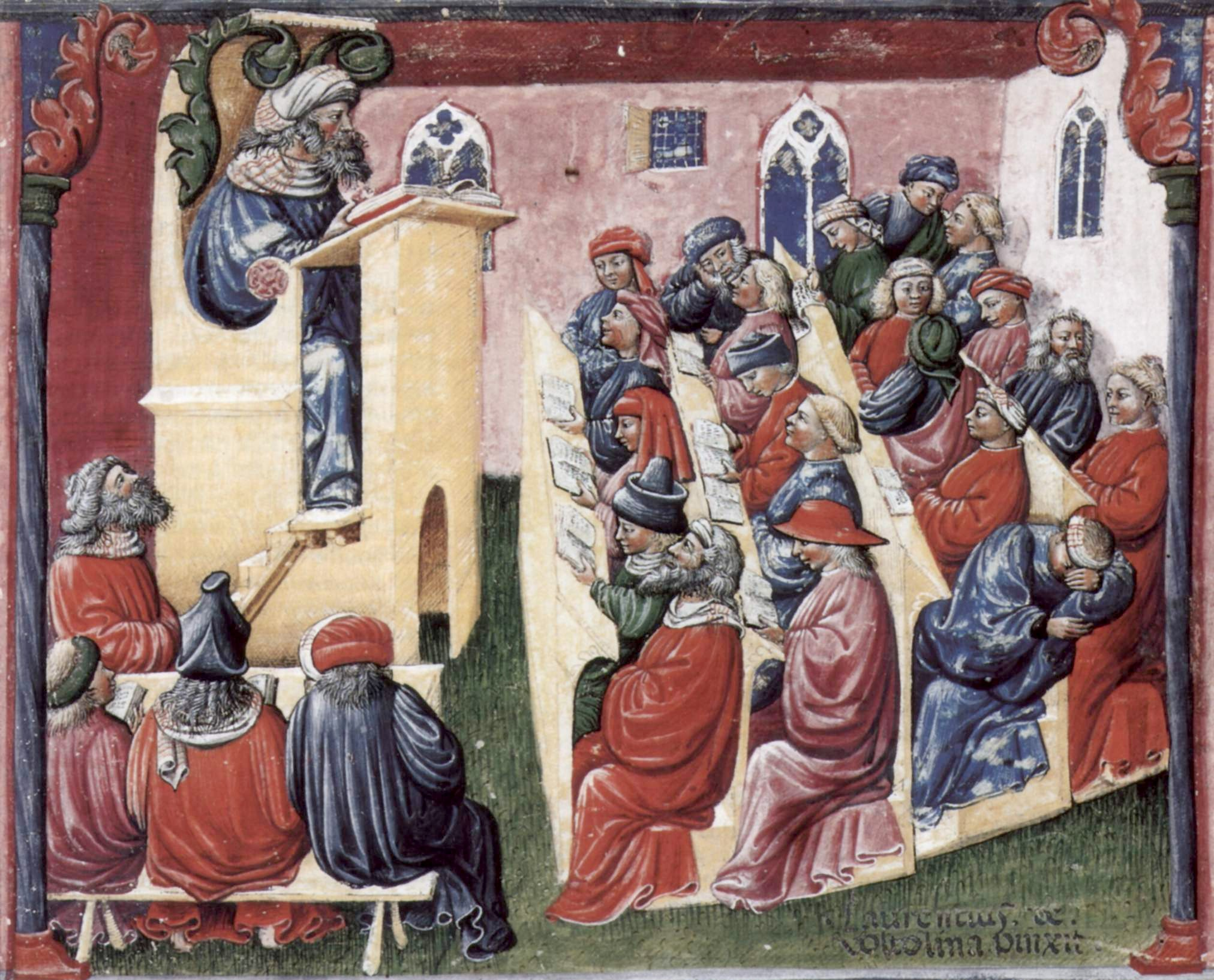
Université au XIV.scolastique aristotélicienne

Annie Larivée et Alexandra Leduc dans leur contribution s'interroge sur le sens qu'il convient de donner, dans l'esprit de Heidegger, à l'expression « ontologie d'Aristote ». Ce que Heidegger cherche, écrivent ces deux auteurs, c'est « en quel sens trouver chez Aristote les fondements ontologiques qui vont lui permettre ensuite de penser l'être de l'homme tout entier, comme souci ». À ce dessein, continuent ces auteurs, l'Éthique à Nicomaque et la Rhétorique conviendront mieux que la Métaphysique.
Platon avait fondé la manière traditionnelle de représenter les rapports entre l'être et l'étant, celle qui a dominé depuis lors, toute l'histoire de la philosophie occidentale. L'être n'est plus, comme chez les présocratiques, dans la chose présente, mais ailleurs, dans l'idée qui n'est pas une représentation subjective mais le visage intelligible de la chose elle-même. Cette césure est accentuée par Aristote qui met en place une véritable « onto-logie », c'est-à-dire, une science de l'« étantité » de l'étant. La « Destruction » de l'ontologie aristotélicienne, au sens heideggérien, va s'organiser autour de deux problématiques l'« onto-théologie » et le concept d'« analogie de l'être », car selon Jean-François Courtine« ces deux questions représentent, pour Heidegger deux grands « embarras » de la pensée aristotélicienne, que la tradition métaphysique qui en est issue a tenté tant bien que mal de résoudre ».
Il y a d'abord la Physique aristotélicienne qui va permettre, écrit Jean Greisch « une première exploration systématique de l' « être-en-mouvement », dans une optique existentiale, conformément au programme que Heidegger s'était tracé dans le « rapport Natorp » ». Il y eut ensuite la Métaphysique dans laquelle Heidegger découvre la problématique du « sens de l'être », et aussi le Traité de l'âme et l'Éthique à Nicomaque, ouvrages directement axés sur la problématique de l'âme et du comportement humain.

#### L'être
Tout le questionnement de Heidegger tient dans ce passage de la Lettre à Richardson de 1962 rapporté par Françoise Dastur « Quelle est la détermination simple et unitaire de l'être qui régit toutes les significations de l'étant […] Que veut-donc dire être? Dans quelle mesure (pourquoi et comment) l'être de l'étant se déploie-t-il selon ces quatre modes qu'Aristote n'a toujours constatés qu'en les laissant indéterminés dans leur provenance commune ? ». Jean Greisch fait le parallèle entre Aristote qui « attache une importance particulière aux figures de la prédication ou catégories », et Heidegger dont « les existentiaux correspondent à autant de manières d'interroger le Dasein ».
Philippe Arjakovsky, note « que c'est au fil du cheminement aristotélicien », que « la question du sens de l'être s'est nouée ».

##### Le sens patrimonial deousia
Dans son étude Christian Sommer montre que d'après Heidegger ce qui chez Aristote est ousia désigne « l'être de l'étant », « ce qui fait, qu'il est, ce qu'il est ». Il note que c'est dans un cours de 1924 que l'on trouve à la fois la genèse et la destruction ou déconstruction, la plus précise de cette notion de l' ousia. Après avoir détaillé ce qu'il appelle ses « cinq traits ousiologique », l'auteur insiste en prenant appui sur le caractère concret et courant de l'usage de ce mot et y distingue un double sens : son sens patrimonial, et son sens temporel.
Il s'avère que loin d'être abstrait ce terme d' ousia « s'enracine dans la vie concrète et quotidienne au temps du philosophe », l' ousia,  οὐσία, ce qui « est », ce sur quoi on peut compter, enfin ce qui se déclinera dans le concept de « substance », ce qui perdure pour Aristote. Heidegger n'entérinera pas cette interprétation, essentiellement d'origine scolastique, en termes de « substance », il va préférer l'expression : l' ousia désigne l'étant d'une expression complexe, « dans le comment de son être ». Ce glissement traduit selon Jean Beaufret, l'idée que pour Aristote « l'être de l'étant est toujours présence concrète, par exemple « cet homme-ci, ce cheval-que voici » ».

##### Le sens temporel deousia
De cette dernière détermination Heidegger extrait un caractère qui serait resté caché aux grecs eux-mêmes à savoir : l'ousia ou  οὐσία, terme courant, aurait le sens de « présence permanente », Anwesenheit, c'est-à-dire une signification temporelle que l'on retrouve plus clairement dans le terme dérivé de parousia, παρουσία  . En effet selon Christian Sommer « l'usage courant d' ousia pour désigner un étant n'est pas neutre et se réfère implicitement à un concept déterminé de l'être ». C'est cette signification cachée qu'Heidegger entreprend de dévoiler. D'après la traduction de Henry Corbin, Heidegger écrit « Ce que trahit le projet c'est que l'être (de l'étant) est entendu au sens d'une persistance dans l'état-de-présent, une  Anwesenheit ».
Christian Sommer note que cette interprétation de l'ousia comme ayant sens de présence-permanente chez les anciens grecs, a été contestée par les linguistes.

##### La critique de Heidegger
Comme le résume Pierre Aubenque, Aristote comprenait, avant tout, la nature comme « principe universel de mouvement et de repos ». Ce mouvement universel embrasse tous les êtres dits « mobiles », qui sont pris dans un mouvement « discontinu », tous tendus vers un terme même provisoire, ce qu'Aristote appelle une « entéléchie », l' έντελέχεία  . Le repos n'étant pas, en soi, considéré comme une restriction au mouvement, mais un simple mode de la « mobilité », « mobilité », que note Heidegger, Aristote comprend en tant que ενέργεια, appartenant à tous les êtres naturels qui vieillissent ou se dégradent, elle est à la fois mouvement et repos. Jean Beaufret souligne combien l'accent mis sur cette interprétation de l'être comme ενέργεια conduit à « une tout autre entente, de ce que nous donne à penser, son interprétation catégoriale ».
Pour autant, selon Heidegger écrit Christian Sommer, « Aristote n'a pas pu développer explicitement, dans sa Physique, le lien intime entre le problème du mouvement et celui de l'être ». Selon cet auteur « en référant mouvement et changement à la présence (l'ousia), il devient impossible de saisir le phénomène de la mutabilité » humaine. Aristote, aurait été paralysé par l'angoisse de l'« absence radicale » (ou néant).
Mais si l'on suit Pierre Aubenque Heidegger pourra néanmoins, trouver dans Aristote de quoi alimenter sa vision de la temporalité extatique du  Dasein. Il suffira de rapprocher la triple dissociation « de l'« être-en-mouvement », en matière, privation et forme : la forme étant ce que la chose sera, la privation ce cette chose pouvait être, le sujet ce qui subsiste, demeure » avec la temporalité extatique du  Dasein avec ses trois moments : le souci, la résolution, l' être-jeté.
D'une manière générale souligne Franco Volpi, la stratégie heideggérienne de confrontation avec le texte aristotélicien procède, comme on le voit avec le logos, « par « ontologisation » du cadre aristotélicien et de ses composantes […] de manière à obtenir par ce changement de perspective des déterminations ayant le caractère de modalités d'être du Dasein ».

#### Le langage
Heidegger cherche d'après Franco Volpi à s'écarter d'une « tradition métaphysique qui tend à restreindre le logos […] à sa dimension propositionnelle et catégoriale assignant la primauté […] à la prédication et au jugement », en mettant le doigt sur les « insuffisances de la conception traditionnelle » qui aboutissent à réduire le langage à une fonction strictement instrumentale, ce contre quoi s'insurge Heidegger. Jean Greisch, écrit que Heidegger cherche à « libérer le langage des chaînes de la logique » pour qu'il ne soit plus un simple « habit des idées » en mettant au jour son essence originelle, ce que seule la philosophie peut faire.
En fait, selon Volpi, « la compréhension aristotélicienne du λόγος conduit Heidegger « à concevoir le langage comme une possibilité fondamentale de la vie humaine qui a lieu dans le  Dasein » […] Élaborant l'existential, la Rede , Heidegger reconduit le phénomène du langage à une structure qui caractérise l'être humain avant tout acte linguistique ».

#### L'onto-théologie
« Aristote, n'hésitera pas à nommer τὸ θεῖον cette partie unique de l'« être » qui est seule digne de lui ». Dès lors la théologie était née qui deviendra l'étude de l’« être » en tant que partie essentielle et commune de tout étant. « C'est avec Aristote en effet que pour la première fois, la philosophie première prend le nom de « théologie » ». On doit cependant signaler les réserves qu'a pu susciter cette lecture unilatérale d'Aristote dont la position a pu apparaître plus complexe. L'idée d'alignement et l'injonction de s'aligner ne commencent à percer que lorsque la pensée devient philosophique.
Le concept de l' « Un-Tout », Τα Πάντα, de Héraclite, après passage par Platon, change totalement de nature ; le point fixe suppose l'alignement du Tout par rapport à lui, l'instrument universel de cet alignement s'appuiera sur la Dialectique, qui selon Beaufret, n'est elle-même qu'un mode de l'alignement, l'« Analogia Entis », ou métaphysique de l'analogie de l'« être » qui trouvera son illustration dans la métaphysique médiévale de l'analogie du théologien Thomas d'Aquin. Le Cosmos vivant, organique et contradictoire de Héraclite est dorénavant ordonné, à un Premier, seul pleinement « étant », duquel sera issue « γένος », d'abord une classe d'« immuables » puis, tout le reste de l'étant, en suivant, dans un dégradé continu d'« être ».
Heidegger constate que la structure onto-théologique dans laquelle se présente la métaphysique d'Aristote n'est pas l'effet d'un placage d'une théologie sur une métaphysique mais bien « sa loi interne […] qui surgit du règne impensé de la différence ontologique » comme le remarque dans le Dictionnaire Guillaume Badoual. Cet auteur écrit encore dans ces mêmes pages « Heidegger l'aperçoit dès lors que le sens du mot être est redevenu question. Ainsi se dessine la possibilité d'un pas qui rétrograde der Schritt zurrück  dans la dimension d'origine de la métaphysique ».

#### L'analogie
Selon John Sallis on doit à Heidegger, d'avoir désigné  Aristote comme celui « qui posa le problème de l'être sur une base fondamentalement nouvelle, en concevant l'unité de l'être comme unité analogique ». Heidegger va considérer comme artificiel ce recours à l'analogia entis, qui prétend apporter une « réponse » à l'aporie des multiples significations de l'être. Christian Sommer souligne, de son côté, que « pour Heidegger, l'analogia entis n'est pas une solution de la question de l'être, pas même une élaboration, mais le titre pour l'aporie, l'impasse la plus dure dans laquelle est enfermée la philosophie antique et par conséquent tout ce qui suit ». En passant à la question du sens de l'être « au fil de l'existence humaine » écrit Pascal David  Heidegger quitte le plan de la métaphysique traditionnelle pour« une analytique existentiale avec laquelle il s'agit de dégager les structures ontologiques de l'existence humaine ».
Le point focal autour duquel tourne toute l'attention de Heidegger est le concept de Phronesis, φρόνησις  ou « vertu de prudence » que Heidegger va assimiler au « vécu », à la « facticité » dans sa terminologie.
Gadamer« Heidegger cherche à mettre en lumière, à partir d'Aristote et avec des instruments aristotéliciens, la manière dont la facticité de la vie humaine se tient à l'arrière plan de la pensée métaphysique inaugurée par Aristote ». Ainsi poursuit l'interprète, « la Physique qui pour Heidegger est le centre de la pensée d'Aristote a pour thème (à travers le concept de mouvement) de l'« être de la mobilité » et non pas l'idéalité pythagoréo-platonicienne ».
Heidegger, selon Christian Sommer interprétera dans son cours de 1924 (GA18) la Rhétorique d'Aristote et sa doctrine des passions comme la première herméneutique de l'« être-ensemble » et du « parler-ensemble » (voir SZ138)

### La «Destruction» de la logique traditionnelle
« La logique détachée de son fondement ontologique originaire n'a pas fait un seul pas en avant depuis Aristote en dépit de Hegel et de Kant --  Martin Heidegger, Être et Temps trad Vezin p. 202 »

Heidegger pense que l'édifice de la logique habituelle, basée sur la proposition affirmative (théorie du jugement, théorie du syllogisme), n'est que le produit dérivé et secondaire d'une relation originaire, cachée et non formalisée, entre la pensée et le « phénomène ». Apparaît ainsi, cette notion de vérité, comme conformité de la pensée à la chose, celle-ci, une fois clairement émergée à partir d'Aristote et de son interprétation scolastique, va se prêter historiquement à de nombreuses variations. Au terme de cette analyse, ce n'est plus la proposition qui va déterminer, pour Heidegger, la vérité, car elle n'est, elle-même possible que dans la vérité de l'être, comme l'écrit Jean-François Courtine. Toutefois Franco Volpi considère que Heidegger a toujours « refusé d'attribuer à Aristote lui-même la paternité de cette réduction » en l'attribuant plutôt aux commentateurs.
Tout l'effort de Heidegger, va consister à déplacer la source du sens traditionnellement placée dans la proposition énonciative ou le jugement (voir Alètheia) dans un lieu, antérieur à l'énonciation.Jean Greisch cite la formule de Heidegger « la vérité n'a pas son lieu originaire dans la proposition ». Il s'agirait d'un véritable retour au sens aristotélicien, du terme logos, comme « discours apophantique », mode qui « fait voir quelque chose comme quelque chose à partir de lui-même ». Pour Heidegger le sens de logos doit quitter sa signification habituelle de jugement ou de raison pour revenir au sens premier, celui de « discours » entendu à la manière grecque comme le fait de « rendre manifeste », legein. Françoise Dastur, résume ainsi le sens du logos apophanticos « l'acte de soustraire à son occultation l'étant dont il est discouru pour le faire voir comme sorti de l'occultation, comme « dé-couvert », alors qu'à l'inverse l'être-faux signifie le fait de se tromper au sens de « re-couvrir » ».
Par ailleurs, Heidegger découvre que même chez Aristote, la theoria n'est pas une activité éthérée, détachée de la vie, de nature intemporelle, mais au contraire le fait d'un Dasein, historique, engagé dans une existence déterminée. Son intuition, lui dit que ce ne sont ni les Grecs, ni Aristote, qui furent à l'origine de cette coupure fondamentale entre théorie et pratique, mais leurs interprètes Scolastiques qui l'exagérèrent en portant une attention exclusive à sa métaphysique au détriment des autres œuvres comme l'Éthique à Nicomaque, et De anima.
Ce qui est mis en question et notamment après le Tournant, c'est la suprématie inquestionnée de la logique au nom d'une conception de la vérité qui fait apparaître la limitation de la pensée grecque de l'être. Un tel questionnement, observe Françoise Dastur implique une déconstruction critique des thèses fondamentales sur lesquelles est fondée la domination de la logique sur la pensée occidentale à savoir les quatre points suivants : « la conception de la vérité dans le jugement », « la conception de l'être dans la copule », « les thèses sur le langage » et « la conception du néant ». Cette destruction en exposant son caractère dérivé montre que la domination de la logique n'a pas lieu d'être.
Les écoles, écrit Françoise Dastur ont fait d'Aristote « le père de la « Logique » et l'inventeur de la « copule » », un penseur qui n'aurait compris l'être de l'étant qu'à travers la katégoria ; réduction à laquelle Heidegger s'oppose en exhumant un Aristote inconnu, phénoménologue avant la lettre. Etienne Pinat, à propos du cours Introduction à la recherche phénoménologique, souligne « la dimension proprement phénoménologique de l’approche aristotélicienne du logos dans ces pages et la pertinence qu’il y a à en partir pour comprendre le projet phénoménologique de Husserl ». S'il est possible de ressusciter Aristote note de son côté, Philippe Arjakovsky « c'est peut être avant tout parce qu'il apparaît comme le véritable initiateur de la phénoménologie ».

## Aristote phénoménologue

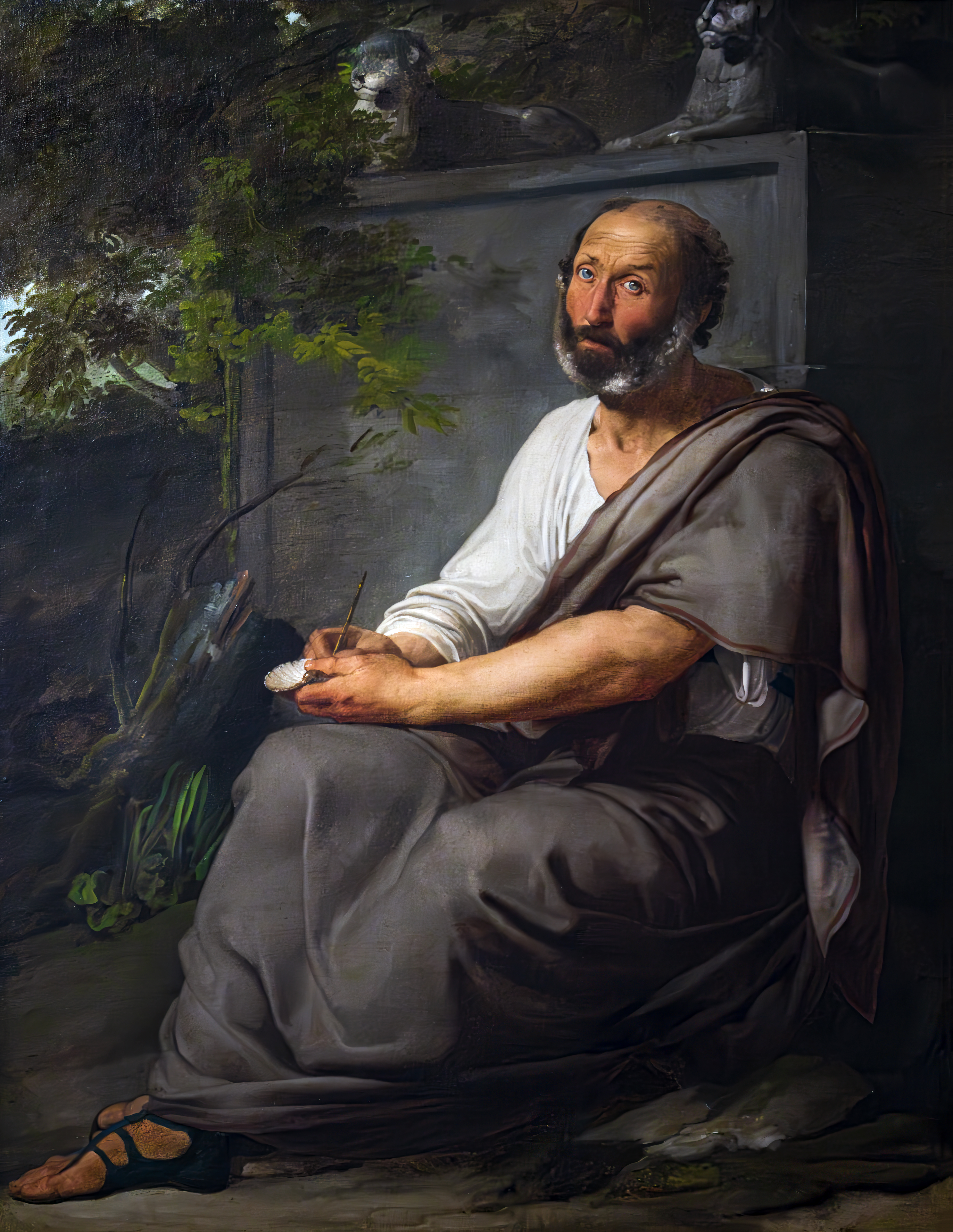
Aristote par Francesco Hayez

Peu importe que le terme de phénoménologie soit inconnu des grecs puisque Aristote, « dans son style tellement caractéristique » pratiquerait selon Philippe Arjakovsky« la phénoménologie sans le savoir ».

### La phénoménologie des affects
À propos des affects, Jean Greisch écrit « c'est à travers l'émotion que je découvre que j'ai besoin du monde et des autres […] il faut reconnaître dans ce besoin une « structure existentiale » qui porte l'empreinte de l'affection ». L'affection se dit d'un être qui peut être altéré, Heidegger reconnaît dans ce phénomène, le « pathos » (πάθος ) d'Aristote : qui signifiant la possibilité d'être affecté et concerné par quelque chose, décrit un état de mouvement; ce « pathos », comprend toutes les altérations nocives ou non qui me constituent comme « être-affecté », recense Christian Sommer. Plutôt que d'abandonner la théorie des affects aux psychologues Heidegger estime que Aristote lui donne les moyens, dans la Rhétorique, à partir de ses travaux sur l'art de persuader, de se placer sur un autre terrain, « celui d'une hérméneutique systématique de la quotidienneté de l' « être-l'un-avec-l'autre » » Être et Temps (SZ p. 138) rapporte Jean Greish.
Seul « l'être du vivant »  est susceptible de « pathos », et Heidegger note que pour Aristote, c'est bien « l'être intégral » qui est altéré et affecté par le monde dans lequel baigne le Dasein et pas uniquement une simple partie de lui-même telle son âme. « C'est l’intégralité du vivant comme « être-au-monde » charnel qui se trouve emporté ». Le pathos implique un changement brusque, un saut d'humeur de « l'être-emporté » . À partir de ces éléments, Heidegger forge son concept de Befindlichkeit, disposibilité. Pour résumer, une disposition affectée, se transporte dans une nouvelle disposition, celle-là même dans laquelle on est porté, ainsi « c'est en se réjouissant qu'il [l'homme] se transporte dans la joie comme telle ».
Heidegger retiendra d'Aristote que l'état affectif (le pathos du vivant), la Befindlichkeit est aussi une inclination clivée qui s'accompagne de plaisir ou de peine, de légèreté ou de pesanteur. La Befindlichkeit devient une disposition duale comme être dans la disposition d'être affecté et le mouvement comme « être-emporté » dans une autre disposition. Les motifs néo-testamentaires et augustiniens radicaliseront ces différences. La triple concupiscence de la chair, des yeux et de l'ambition structurent la vie facticielle dans « un être qui sait toujours où il en est avec lui-même ».

### L'ontologisation du Souci
Franco Volpi, note que sur la base des écrits de jeunesse maintenant publiés, il apparaît que « Heidegger a conçu son programme de compréhension de la vie humaine en prenant comme paradigme Aristote et notamment sa philosophie pratique ». De leur côté, Annie Larivée et Alexandra Leduc, remarquent, en se référant aux conditions de possibilité, « […] l'éveil à la vigilance et le souci de soi ne peuvent faire sens que pour un être qui est déjà fondamentalement « Souci » ». Ces auteurs enchaînent « pour développer cette perspective Heidegger va s'inspirer de certains concepts particuliers du Stagirite », de sa Physique il retirera : la kinesis, que Heidegger va assimiler s'agissant de la kinesis humaine à la praxis et des cinq « vertus dianoétiques », exposées dans l'Éthique à Nicomaque. Ces cinq vertus vont être interprétées comme des modes d'être correspondant à la découverte préoccupée de l'étant  das Besorgen  et non une occupation circonstantielle. Pierre Destrée écrit « la doctrine aristotélicienne de la phronésis contient ainsi la place en creux d'une doctrine du souci comme constitutif de l'ipséité »
Déjà dans les Interprétations phénoménologiques Heidegger identifie souci et mobilité du Dasein.
« Tout ce qui apparaît ne prend sens que par la mobilité du souci, « intentionnalité » originaire de la vie. Or comme le Dasein signifie d'abord être dans le monde, Heidegger fait apercevoir que la kinésis spécifique de l'homme, son souci, se traduit par la praxis » que lui avait fait découvrir, par ailleurs sa fréquentation du Livre X des confessions de Saint Augustin et ses travaux sur la vie des premiers chrétiens (voir Phénoménologie de la vie religieuse), dont il va s'acharner à trouver les linéaments dans l'œuvre même du Stagirite en s'appuyant sur le concept de « prudence », la Phronesis φρόνησις ; «Souci» qui va devenir progressivement l'essence même de l' « être » de l'homme dans Être et Temps.

## Aristote métaphysicien

### L'ontologie du monde
Pour Pierre Destrée, commentant un ouvrage de Rémi Brague, l'interprétation traditionnelle « le parcours de la Physique est tout autant une avancée vers le mouvement de l'univers qu'une démarche à reculons qui fuit le plus loin possible de la vie humaine comme telle ».

### Dynamis et mouvement
Aristote avait posé l'universalité du mouvement, δύναμις. Jean Beaufret, note « Être pour Aristote c'est au sens, le plus magistral,ένεργεἳν  », le devenir est la « réalité fondamentale ». À ce propos Jean Gtreisch parle d'une « relecture (par Heidegger) de la physique aristotéliciennre, première exploration systématique de l'être-en-mouvement, dans une optique existentiale, conformément au programme déjà tracé dans le « rapport Natorp » de 1922 ». Comme le souligne Pierre Aubenque, Heidegger ne fera plus de distinction entre mouvement et changement, δύναμις et μεταϐολή , et ira jusqu'à « considérer le changement comme une manière d'être de l'être-là, même ». Beaufret remarque que plus qu'un déploiement de puissance ενέργεια est à comprendre comme potentialité.

### Puissance et acte

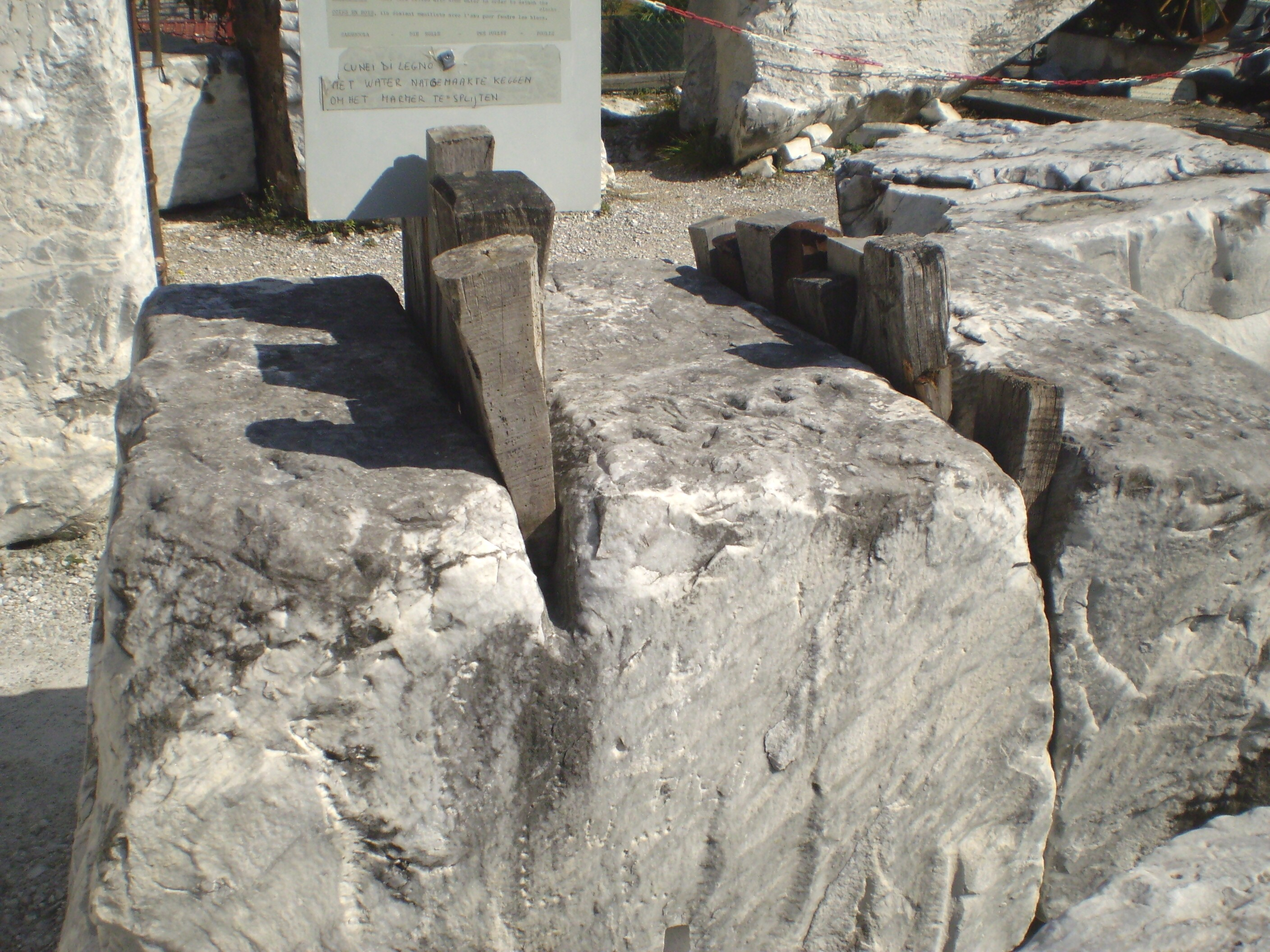
A marble block in Carrara. Could there be a particular sculpture already existing in it as a potentiality? Aristotle wrote approvingly of such ways of talking, and felt it reflected a type of causation in nature which is often ignored in scientific discussion.

Si ενέργεια est bien d'où part le mouvement alors la traduction latine classique de ενέργεια  par l'actus romain est on ne peut plus anti-grecque écrit Jean Beaufret. Plutôt que la force ce dont il s'agit dans l'œuvre ou le produit chez les grecs c'est d'exposer la naissance et le déploiement. À propos de la fabrication d'un meuble par un artisan Jean Greisch écrit Aristote va s'intéresser « au guises diverses pour découvrir et frayer en lui et à partir de lui l'acheminement du bois jusqu'au meuble ».